# Термоелектрогенератор
Термоелектрогенера́тор (термоелемент) — технічний пристрій прямого перетворення теплової енергії на електричну через використання в його конструкції термоелементів. Перший в світі такий прилад створила в 1947 році американська винахідниця угорського походження Марія Телкеш.

## Загальний опис
Пристрій для безпосереднього перетворення тепла на електричну енергію з використанням напівпровідникових термоелементів. При цьому у Т. використовують: тепло від спалювання палива (природний газ, нафта, вугілля), і тепло від горіння піротехнічних сполук (шашок); тепло від розпаду ізотопів (розпад не контролюється й робота визначається періодом напіврозпаду); тепло атомного реактора (уран-233, уран-235, плутоній, торій); тепло від сонячних колекторів (дзеркала, лінзи, теплові труби), утилізаційне тепло з будь-яких джерел (вихлопні й грубні гази й ін.).
Принцип дії ґрунтується на термоелектричному явищі виникнення електрорушійної сили внаслідок нагріву з'єднання двох різних провідників, яке називається ефектом Зеебека.

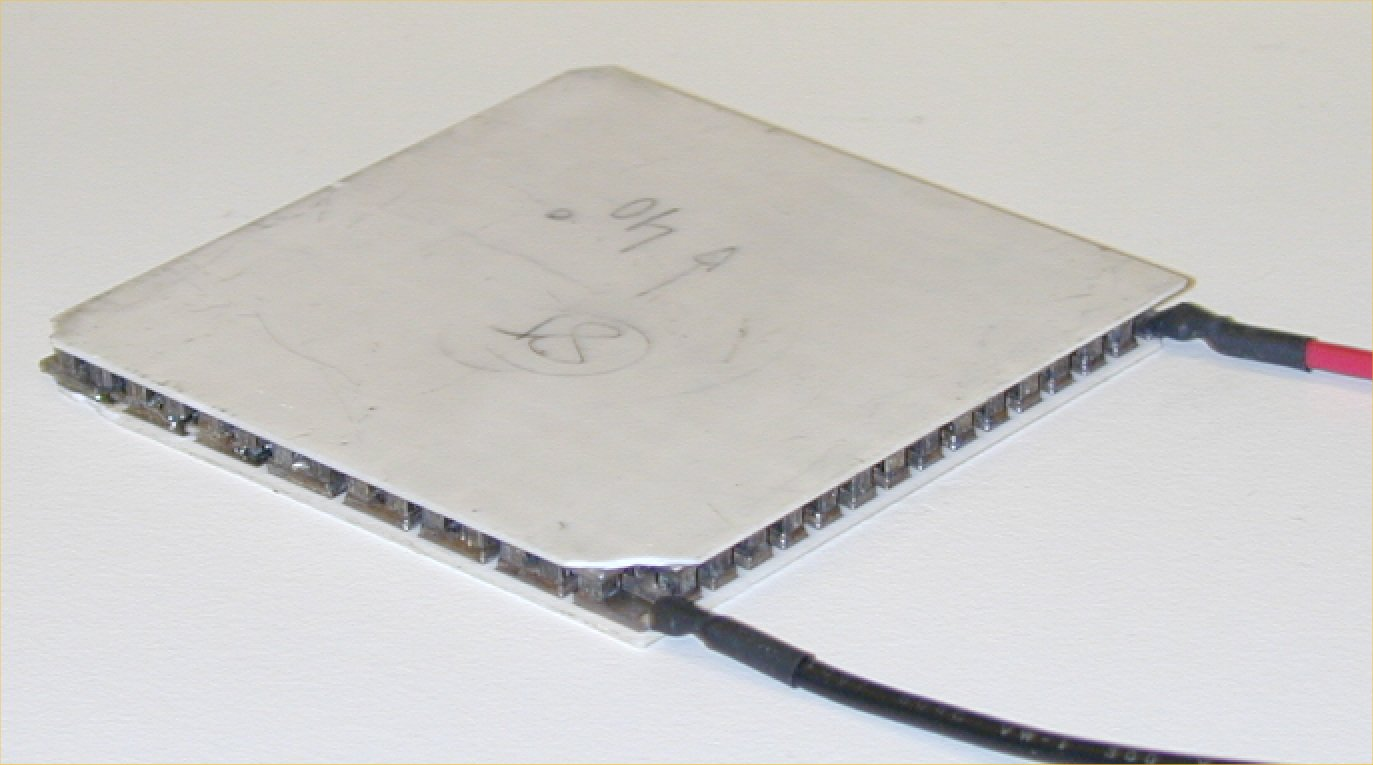
Термоелектричний перетворювач Пельтьє. При пропусканні струму тепло переноситься з одного боку елемента на інший.

## Можливі типи термоелектрогенераторів[джерело?]
- Паливні: Тепло від спалювання палива (природний газ, нафта, вугілля).
- Радіоізотопні: Тепло від розпаду ізотопів (розпад не контролюється і робота визначається періодом напіврозпаду).
- Атомні: Тепло атомного реактора (уран-233, уран-235, плутоній, торій), як правило тут термоелектрогенератор — це друга і третя ступінь перетворення.
- Сонячні: Тепло від сонячних колекторів (дзеркала, лінзи, теплові труби).
- Геотермальні — термоелектрогенератор — це ступінь перетворення енергії.
- Утилізаційні: Тепло з будь-яких джерел, що виділяють скидне тепло (вихлопні і пічні гази та ін).

## Напівпровідникові матеріали для прямого перетворення енергії
Для термоелектрогенераторів використовуються напівпровідникові термоелектричні матеріали, що забезпечують найвищий коефіцієнт перетворення тепла на електрику. Найважливішими властивостями напівпровідникового матеріалу для термоелектрогенераторів є[джерело?]:
- ККД: Бажаний якомога вищий ККД.
- Технологічність: Можливість будь-яких видів обробки.
- Вартість: Бажано відсутність у складі рідкісних елементів або їх меншу кількість, достатня сировинна база (для розширення сфер асиміляції та доступності).
- Коефіцієнт термо-ЕРС: Бажаний як можна більш високий коефіцієнт термо-ЕРС (для спрощення конструкції).
- Токсичність: Бажано відсутність або малий вміст токсичних елементів (наприклад: свинець, бісмут, телур, селен, або їх інертний стан (у складі сплавів).
- Робочі температури: Бажаний якомога ширший температурний діапазон для використання високопотенційного тепла і, отже, збільшення перетворюваної теплової потужності.